# نانسي إليس
نانسي إليس (بالإنجليزية: Nancy Ellis)‏ هي طيارة أسترالية، ولدت في 2 نوفمبر 1915 في أديلايد في أستراليا، وتوفيت في 13 يوليو 1982.